# 韋爾比夫卡 (巴赫馬奇區)
51°24′8″N 32°47′50″E / 51.40222°N 32.79722°E
韋爾比夫卡（烏克蘭語：Вербівка），是烏克蘭北部的村莊，隸屬切爾尼希夫州的尼任區。該村始建於1700年，面積0.1平方公里，海拔高度121米，2006年人口58，人口密度每平方公里580人。